# VR Bank Westfalen-Lippe
Die VR Bank Westfalen-Lippe eG ist eine Direktbank für Privatkunden mit Sitz in der nordrhein-westfälischen kreisfreien Stadt Münster.

## Geschichte
Die heutige VR Bank Westfalen-Lippe eG gehörte bis zum Jahr 2023 der PSD Bankengruppe an und wurde im Jahr 1872 wie die meisten anderen Banken der PSD-Gruppe als „Post-Spar- und Vorschussverein“ gegründet. Dieser wurde im Jahr 1903 in einen „Post-Spar- und Darlehnsverein“ umgewandelt und firmierte später dann als Post-, Spar- und Darlehensverein PSD Bank Münster.
Im Jahr 1996 bezog der Verein ein Gebäude am Kaiser-Wilhelm-Ring in Münster. Am 4. Dezember 1998 beschloss die Mitgliederversammlung die Umwandlung des bisherigen Vereins in eine eingetragene Genossenschaft und damit die Umfirmierung in „PSD Bank Münster eG“. Diese wurde mit Eintragung in das Genossenschaftsregister am 4. Februar 1999 wirksam. Im Januar 2000 ging die PSD Bank Münster eG eine Kooperation mit der Bausparkasse Schwäbisch Hall ein.
Am 15. Juni 2004 beschloss die Vertreterversammlung die Umbenennung der „PSD Bank Münster eG“ zur „PSD Bank Westfalen-Lippe eG“. Durch den neuen Namen sollte deutlich gemacht werden, dass die Bank ihre Dienstleistungen nicht nur in Münster, sondern auch in weiten Teilen Westfalens anbietet.
Am 11. August 2006 begannen Bauarbeiten für den Neubau eines Verwaltungsgebäudes am Hafen in Münster mit einer größeren Nutzfläche. Die Eröffnung erfolgte am 18. Juni 2008.
Die ehemalige PSD Bank Westfalen-Lippe war die erste Bank in Deutschland, die mit dem ISO-27001-Sicherheitszertifikat ausgezeichnet wurde.
Auf der Vertreterversammlung im Herbst 2022 wurde die Umfirmierung zur VR Bank Westfalen-Lippe eG im Laufe des Jahres 2023 beschlossen. Begründet wird dies unter anderem dadurch, dass das „PSD“ im Namen für viele Kunden erklärungsbedürftig sei. Am 14. April 2023 wurde die Umfirmierung in VR Bank Westfalen-Lippe eG in das Genossenschaftsregister eingetragen.

## Rechtsverhältnisse
Die VR Bank Westfalen-Lippe eG ist im Genossenschaftsregister beim Amtsgericht Münster unter GnR 380 eingetragen.

## Organisationsstruktur
Rechtsgrundlagen sind das Genossenschaftsgesetz und die durch die Vertreterversammlung beschlossene Satzung. Organe der Bank sind der Vorstand, der Aufsichtsrat und die Vertreterversammlung.

## Sicherungseinrichtung
Die VR Bank Westfalen-Lippe eG ist der amtlich anerkannten Sicherungseinrichtung des Bundesverbandes der Deutschen Volksbanken und Raiffeisenbanken GmbH und der zusätzlichen freiwilligen Sicherungseinrichtung des Bundesverbandes der Deutschen Volksbanken und Raiffeisenbanken e. V. angeschlossen.

## Geschäftsausrichtung
Die VR Bank Westfalen-Lippe eG betreibt das Universalbankgeschäft. Im Verbundgeschäft arbeitet sie mit der DZ Bank, R+V Versicherung, Bausparkasse Schwäbisch Hall, Teambank, VR Smart Finanz, DZ Hyp und der Union Investment zusammen.

## Geschäftsgebiet
Der Geschäftsbereich umfasst das nördliche Westfalen, also im Wesentlichen das Münsterland und die Region Ostwestfalen-Lippe.
An diesen Orten betreibt die Bank Filialen:
- Münster (Hauptstelle, jur. Sitz)
- Bielefeld (Geschäftsstelle)

## Medienfassade am Bürogebäude
Besonderheit des Bürogebäudes ist eine Medienfassade, bei der 220.000 LEDs aufgebracht wurden und die als Großbildleinwand mit einer Auflösung von 45.000 Pixeln fungiert. Es war weltweit die erste Medienfassade an einem Neubau; sie ging am 8. August 2008 in Betrieb.